# Мадьяров, Фарид Ахмадиевич
Фарид Ахмадиевич (Ахмиевич) Мадьяров (род. 10 августа 1944, Байкал, Татарская АССР) — советский и российский самбист и дзюдоист, мастер спорта СССР по самбо и дзюдо, мастер спорта России международного класса по дзюдо, Заслуженный тренер России, Заслуженный работник физической культуры Республики Татарстан.

## Биография
Активно занимался спортом. Был кандидатом в мастера спорта по лыжному спорту и лёгкой атлетике и первый разряд по футболу и хоккею. Затем увлёкся борьбой. Становился победителем и призёром многих республиканских, ведомственных и всероссийский соревнований. В 1967 году выполнил норматив мастера спорта СССР по самбо. В 1968 году стал серебряным призёром чемпионата Татарской АССР по вольной борьбе и бронзовым призёром чемпионата России по борьбе куреш. В 1971 году стал мастером спорта по дзюдо. В 1975—1977 годах признавался лучшим тренером Татарской АССР. В 1983 году ему было присвоено звание Заслуженного тренера РСФСР, а в 1994 году — звание Заслуженного работника физической культуры республики Татарстан. В 2004 году стал чемпионом России и Европы по дзюдо среди ветеранов и бронзовым призёром чемпионата мира по дзюдо среди ветеранов. Тогда же ему было присвоено звание мастера спорта России международного класса.

## Тренерская деятельность
В 1976—1988 годах был тренером в спортклубе «Синтез». В 1979—1984 годах был тренером сборных команд РСФСР и СССР. В 1983 году работал тренером-консультантом сборной команды Аргентины. Подготовил более 50 мастеров спорта по самбо и дзюдо и 9 мастеров спорта международного класса:
- Водяшов Э. А.
- Волков В. А.
- Зайнутдинов А. Ф.
- Идиатуллин Ф.
- Мадьяров, Рафик Ахмадиевич — чемпион СССР, призёр чемпионата мира.
- Мадьяров, Нафик Ахмадиевич
- Мадьяров, Накип Ахмадиевич
- Салахов И. В.
- Сагдиев З. В.

## Семья
Отец — участник Великой Отечественной войны. Представитель династии самбистов Мадьяровых, старший из шести братьев:
- Мадьяров, Накип Ахмадиевич — призёр чемпионатов СССР, обладатель Кубка СССР, призёр чемпионата Европы, мастер спорта СССР международного класса.
- Мадьяров, Нафик Ахмадиевич — чемпион СССР и Европы, мастер спорта международного класса по самбо.
- Мадьяров, Рашид Ахмадиевич — призёр чемпионатов и Кубка СССР, мастер спорта по самбо.
- Мадьяров, Рафик Ахмадиевич — чемпион СССР, призёр чемпионата мира, мастер спорта СССР международного класса.
- Мадьяров, Фарих Ахмадиевич — чемпион СССР, мастер спорта и тренер по самбо.